# 中上貴晶
中上 貴晶（なかがみ たかあき、1992年2月9日 - ）は、日本のオートバイ・ロードレースライダーである。千葉県千葉市出身。血液型はO型。ニックネームは「タカ (TAKA) 」。

## 来歴

### 全日本時代 / WGP125cc
4歳よりポケバイに乗り始め、1998年（6歳）でポケバイレースデビューし優勝を記録する。2001年（9歳）からミニバイクレースに出場。ミニバイク全国大会で優勝し、最年少出場・優勝を記録する。その後もミニバイクレースで優勝を続け、全国大会では3年連続優勝を果たす。
2004年よりロードレースに参戦し、2005年は全日本ロードレース選手権GP125クラスにスポット参戦し、シリーズ13位となり、MFJルーキー・オブ・ザ・イヤーを受賞する。
2006年は全日本ロードレース選手権GP125クラスにフル参戦し、6戦6勝の完全優勝を史上最年少（14歳）で記録した。またMotoGPを運営するDORNAが開く「MotoGPアカデミー」のオーディションに合格し、その一環としてスペイン選手権 (CEV) への海外遠征も行った。2007年はスペイン選手権への参戦とともに、ロードレース世界選手権 (WGP) 最終戦バレンシアGPにて125ccクラスに初挑戦した。

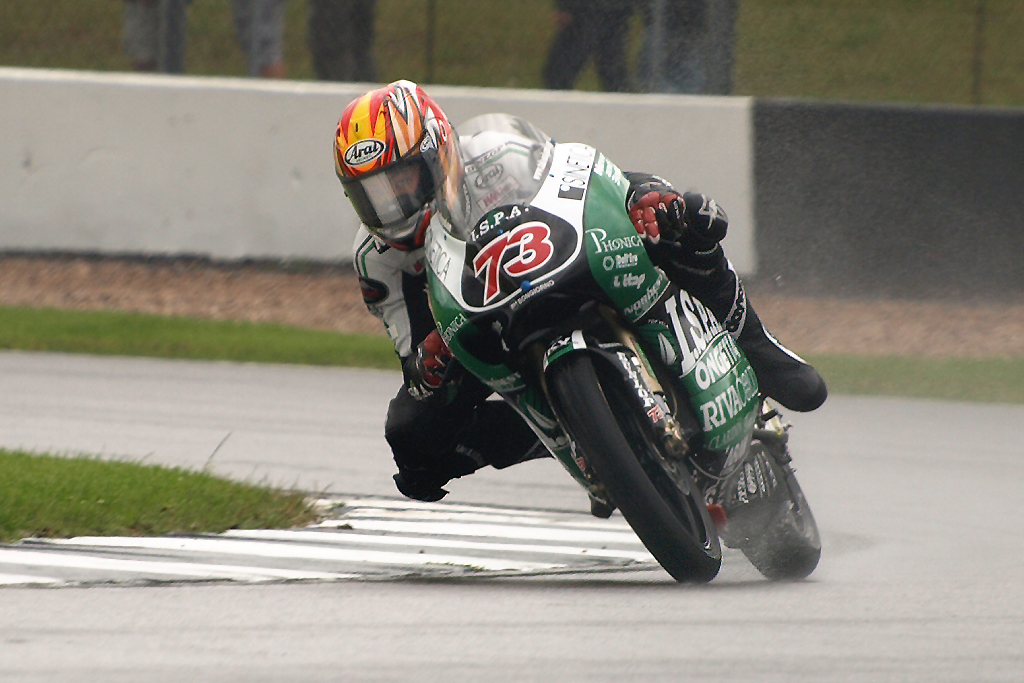
WGP125cc時代（2009年イギリスGP）

2008年、16歳でWGP125ccクラスにフル参戦開始。イタリアのI.Cチームのアプリリアを駆り、決勝レース最高8位、年間ランキング24位。2009年はオンガッタ I.S.P.A.へ移籍し、決勝レース最高5位、年間ランキング16位。
2010年は125ccでのシートを見つける事ができず、日本に戻ることとなり、全日本ロードレース選手権ST600クラスに参戦。夏の祭典鈴鹿8時間耐久ロードレースにはハルク・プロより清成龍一・高橋巧とのトリオで出場し、第3ライダーとして決勝は走行しなかったが、鈴鹿8耐の最年少優勝者となった。
2011年は全日本ロードレース選手権、J-GP2クラスに参戦。後述の負傷の影響で欠場したレースもあったが、参戦した全てのレースでポールトゥウィンを飾る圧倒的な強さで、シリーズチャンピオンを獲得。この年はロードレース世界選手権日本GPにおいて、Moto2クラスに参戦していたクラウディオ・コルティの代役として、イタルトランス・レーシングチームから3年ぶりにスポット参戦を果たした。ウォームアップ中に転倒し、負傷のため決勝は欠場となったが、この一戦でのパフォーマンスが評価され、同チームからの2012年のMoto2クラス参戦が決定した。日本人ライダーが一度世界選手権におけるシートを喪失した後に再びフル参戦するのは、史上初のことである。

### Moto2
2012年はイタルトランス・レーシングチームからMoto2クラスに参戦。チームメイトはコルティが務めた。中上は世界戦でのブランクを感じさせない走りを見せ、第2戦スペインGPでは予選で2番手、決勝でも5位に入ると、第9戦イタリアGPでは初めてトップを走行するなど、実力を発揮した。しかしシーズンを通してみると浮き沈みが激しい内容が続き、シリーズランキングは15位（ルーキーライダーとしては2番手）に留まった。
2013年も同チームからMoto2クラスに継続参戦。チームメイトはコルティに代わり、フリアン・シモンが務めることとなった。シーズンオフから好調ぶりを見せ、期待された開幕戦カタールGPでは、序盤からトップを快走。中盤に入りポジションを落とすものの、3位に入り、自身初の表彰台を獲得した。第9戦インディアナポリスGPからは4戦連続で2位表彰台を獲得。優勝こそ挙げられなかったものの、3度のポールポジション・5度の表彰台を獲得するなどシリーズランキング8位と躍進。
2014年はイタルトランス残留が決定していたものの、シーズン終了後に岡田忠之が監督するイデミツ・ホンダ・チーム・アジアへの移籍が決定した。以後、アジア人ライダー育成にとりくむホンダと出光興産から支援を受ける。マシンは中上の希望を取り入れる形でカレックスを使用。開幕戦カタールGPではいきなりエステベ・ラバトとの優勝争いを演じ、最終的に2位でチェッカーを受けるなど移籍初戦から幸先の良いスタートを切ったかに見えたが、レース終了後にマシンの技術違反が発覚し、失格とされた。一転、以後のレースでは優勝争いはおろかトップ10にすら届かない大不振に陥り、この年の最高位は第13戦サンマリノGPの10位。前年の149ポイントに対しこの年は僅か34ポイントしか獲得できず、シリーズランキングは22位に沈んだ。
2015年も同チームからMoto2クラスに継続参戦。第13戦サンマリノGPでは2年ぶりの表彰台となる3位に入り、チームにも初の表彰台をもたらすなど、前年の成績不振からの脱却に成功。シリーズランキングでも再び8位まで挽回した。
2016年も同チームからMoto2クラスに継続参戦。開幕戦カタールGPでは3番手を走行するもジャンプスタート裁定により脱落、第3戦アメリカズGPでは表彰台を争いながら接触される形で転倒、第6戦イタリアGPでもやはり3番手を走行しながらレッドフラッグによりレースが中断、再開の際にこの年のレギュレーションであったクイックリスタートの規則に抵触してしまいグリッド最後尾まで後退するなど、上位に進出しながら噛み合わない内容が続くが、第7戦カタルニアGPで待望の3位表彰台を獲得。勢いを取り戻して迎えた第8戦オランダGPでは、レース序盤から積極的なオーバーテイクを見せ、9周目にトップへ浮上。じりじり後続を引き離し逃げに入る。レース中盤から雨が降り始め、2周を残して赤旗レース終了となり、中上がMoto2クラス初優勝を決めた。日本人選手によるグランプリ優勝は同Moto2の高橋裕紀以来6年ぶりの快挙。その後も後半戦に獲得した2度の表彰台を含め計4度の表彰台に上がるなど有力ライダーへの返り咲きを果たす1年となり、シリーズランキングは自己最高の6位に進出した。
2017年はMoto2クラス6シーズン目となる。第12戦イギリスGPでは4番グリッドからスタートし、序盤先頭争いをしていたアレックス・マルケスとフランコ・モルビデリに2秒以上の差をつけられたものの、ペースを上げ0.7秒まで差を縮めた。さらにマルケスが転倒、中上は一気に差を詰めその周にモルビデリを抜きトップに浮上し、そのまま逃げ切りキャリア2勝目を挙げた。地元の第15戦日本GPでは通算5回目のポールポジションを獲得し、レース中盤までマルケスとトップを争うが、最後は6位でフィニッシュした。この年も4度表彰台に立ち、シリーズランキングは7位。

### MotoGP
2018年、中上はHRC契約ライダーとしてMotoGPクラスに昇格し、サテライトチームのLCRホンダ・イデミツのRC213Vを駆る。日本人の最高峰クラスフル参戦は2014年の青山博一以来となる。予選では新人最多となる4度のQ2進出を果たした一方、決勝になるとスタート直後からレース序盤にかけて順位を落としていく展開がシーズンを通して続き、決勝での内容に課題を残すシーズンとなった。新人勢では3番手の総合20位で終え、ルーキー・オブ・ザ・イヤー獲得とは至らなかったが、雨のレースとなった最終戦バレンシアGPでは天候に翻弄され転倒する選手が続出する中、終始安定した走りを見せ初のトップ10入り、インディペンデントチーム最上位フィニッシュとなる6位入賞。新人選手全体で見てもこの年の最高リザルトを獲得し、一矢報いる結果を残した。

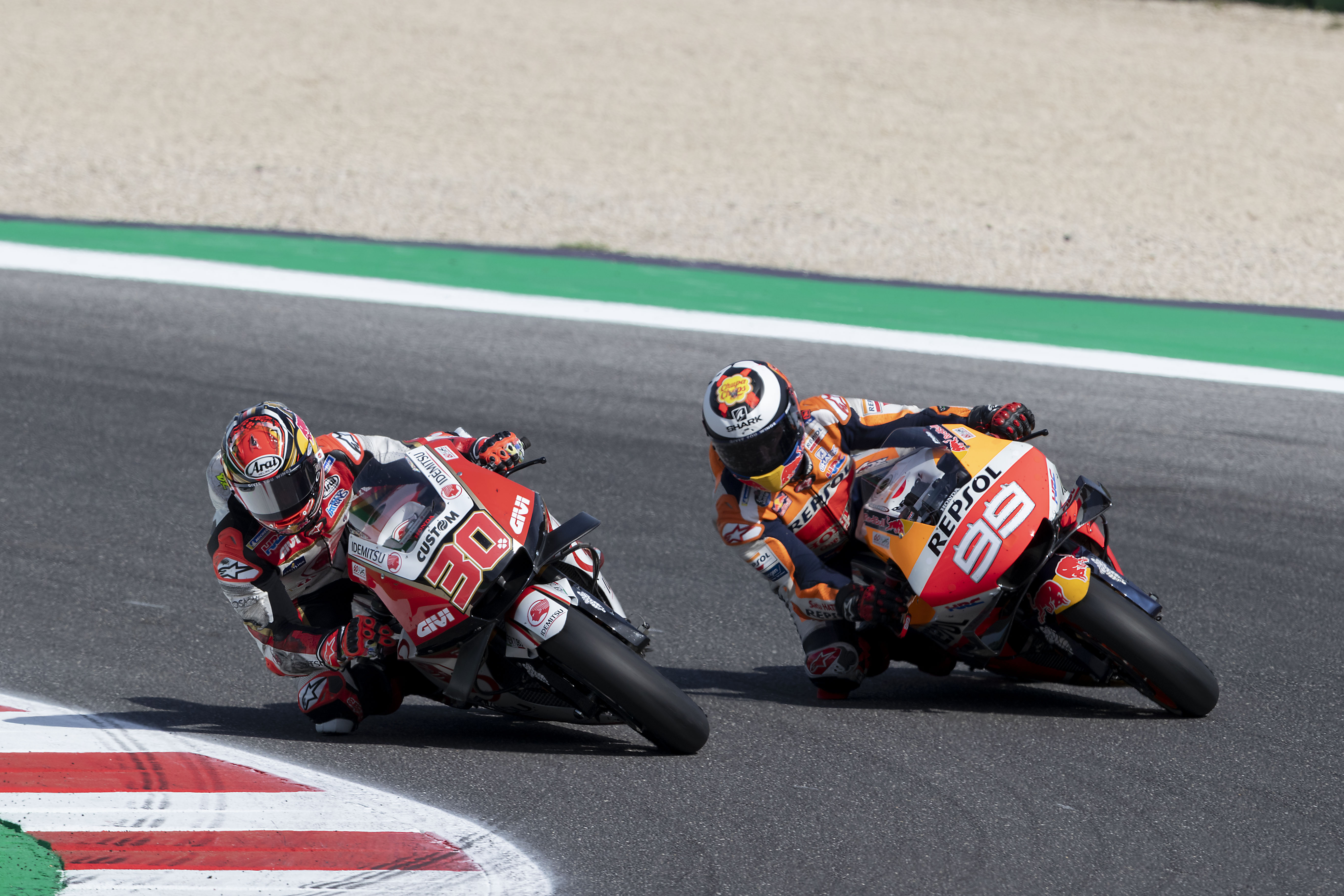
1. 99.ホルヘ・ロレンソと順位を争う#30.中上（2019年サンマリノGP）

2019年も最高峰クラス唯一の日本人選手として、LCRホンダ・イデミツからの継続参戦が決定。開幕戦からトップ10フィニッシュを続け、イタリアGPではドライコンディションで自己ベストを更新する5位入賞。昨シーズンは差をつけられていたチームメイトのカル・クラッチローに対してもコース上で互角に渡り合う姿を見せるなど、2年目の成長を印象付けた。しかし、第8戦ダッチT.Tでヴァレンティーノ・ロッシの転倒に巻き込まれ高速クラッシュ。当初は左足首の負傷が疑われ、翌週開催となった第9戦ドイツGPでは実際に松葉杖を使用して歩く姿も見られていた。しかし、シーズンが進むにつれ、今度は右肩の怪我が徐々に悪化。苦痛を隠しながらレースを続けるも成績は低迷。母国開催の日本GP終了後に軟骨除去手術を受けることを表明し、残り3レースを欠場した。
2020年もLCRホンダ・イデミツより3年目のMotoGPに参戦。右肩の状態が万全ではないまま3月の開幕戦カタールGPを迎えたが、新型コロナウイルス感染症 (COVID-19) の拡大によりMotoGPクラスがキャンセルされ、レース再開までの4カ月間体力の回復に努めた。シーズン再開直後の第2戦スペインGPでは、同じホンダ陣営の王者マルク・マルケスとクラッチローが相次いで負傷離脱。さらにこの年から最高峰クラスに昇格したばかりのアレックス・マルケスもマシンへの習熟が必要な時期であったことから、事実上のホンダのエース選手の1人としてメーカーを牽引していく立場となっていった。続く第3戦アンダルシアGPではフリー走行で2度トップタイムをマークし、決勝もホンダ勢最高の4位で自己ベストを更新した。第6戦スティリアGPでは自身初の予選2位スタートから優勝争いに加わるが、2番手走行中にレースが赤旗中断。4番手以下の選手とのギャップが失われただけでなく、再スタート時には予備のフレッシュタイヤが残っておらずユーズドタイヤで臨むこととなってしまったため、フレッシュタイヤへと交換できた選手と状況が逆転し、結果7位に後退。初表彰台を逃した。その後も不振のホンダ勢の中で奮闘し、第2戦スペインGPから第11戦アラゴンGPまで全選手中唯一の10戦連続トップ10フィニッシュを達成。ホンダ勢の最上位入賞をコンスタントに続けたことも評価され、契約2年延長が決定。第12戦テルエルGPで最高峰クラス自身初のPPを獲得（日本人ライダーのMotoGPクラスPP獲得は2004年の玉田誠以来16年ぶり）。

## 人物
- 世界GPではゼッケン30番を付け続けている。14歳でスペイン選手権に参戦した際、MotoGPアカデミー監督のアルベルト・プーチに選んでもらった番号で、それ以来気に入って付けている[11]。
- 憧れのライダーは加藤大治郎。幼い頃、雑誌「モトチャンプ」の企画で日本GPを訪れ、加藤からもらったレーシングブーツを今でも大切に飾っている[12]。
- 富沢祥也とはポケバイ時代から切磋琢磨してきたライバルであり、親友であった。2010年のサンマリノGPで彼が事故死した時にはレースへのモチベーションを見失ったこともあったが、彼の家族に励まされ再起した[13]。サンマリノGPが行われるミサノ・サーキットは富沢から特別なパワーをもらえる得意なサーキットだといい[13]、Moto2時代に3度表彰台を獲得している。
- 2度目の世界GP参戦以降は、イタリアにあるイタルトランスの専務（イタルトランスの本業は運送会社）の自宅に居候している。その邸宅はかなりの豪邸で、番組の企画で訪れた坂田和人と福田充徳が驚愕していた。2015年以降はスペインのバルセロナに住んでいるが、イタルトランスとは個人スポンサーとして良好な関係を保っている。
- 2019年まで原動機付自転車免許しか所持しておらず、大型自動二輪車免許を取得していなかった[14]。

## レース戦績
1997年
- ポケバイレースデビュー

1998年
- 全日本ポケットバイク選手権 優勝

1999年
- 全日本ポケットバイク選手権 優勝

2000年
- 全日本ポケットバイク選手権 2クラス優勝
- ライフカップシリーズ 2クラスチャンピオン

2001年
- ミニバイクレースデビュー
- ミニバイク全国大会 優勝

2002年
- 秋ヶ瀬モトチャンプ杯シリーズチャンピオン
- 桶川関東ロード選手権シリーズチャンピオン
- 榛名選手権シリーズチャンピオン

2003年
- ミニバイク全国大会 優勝

2004年
- 筑波選手権GP125クラス ランキング2位
- 筑波・もてぎ・菅生選手権シリーズ 8戦8勝
- MFJ全日本ロードレース選手権GP-monoクラス 3戦3勝

2005年
- 東日本チャレンジカップ選手権シリーズチャンピオン
- 全日本ロードレース選手権GP125ccクラス（ホンダRS125R／CLUB HARC-PRO.）シリーズ13位
- MFJルーキーオフザイヤー受賞

2006年
- 全日本ロードレース選手権GP125ccクラス（ホンダRS125R／team HARC-PRO.）シリーズチャンピオン（6勝）
- ロードレーススペイン選手権GP125ccクラス（ホンダRS125R／MotoGPアカデミー）ランキング12位

2007年
- ロードレーススペイン選手権GP125ccクラス（ホンダRS125R／MotoGPアカデミー）ランキング6位
- ロードレース世界選手権GP125ccクラス最終戦バレンシアにスポット参戦（ホンダ-RS125R／MotoGPアカデミー）転倒リタイア

2008年
- ロードレース世界選手権GP125ccクラス（アプリリアRS125／I・Cチーム）ランキング24位

2009年
- ロードレース世界選手権GP125ccクラス(アプリリアRS125／ONGETA・TEAM・ISPA）ランキング16位

2010年
- 全日本ロードレース選手権ST600クラス（ホンダCBR600RR／MuSASHi RT HARC-PRO.）ランキング8位

2011年
- 全日本ロードレース選手権J-GP2クラス（ホンダCBR600RR／MuSASHi RT HARC-PRO.）シリーズチャンピオン（5勝）
- ロードレース世界選手権Moto2クラス第15戦に参戦しリタイア イタルトランス・レーシングチーム スッター・MMXI

2012年
- ロードレース世界選手権Moto2クラス（カレックスMoto2／イタルトランス・レーシング）ランキング15位

2013年
- ロードレース世界選手権Moto2クラス（カレックスMoto2／イタルトランス・レーシング）ランキング8位

2014年
- ロードレース世界選手権Moto2クラス（カレックスMoto2／IDEMITSU Honda Team Asia）ランキング22位

2015年
- ロードレース世界選手権Moto2クラス（カレックスMoto2／IDEMITSU Honda Team Asia）ランキング8位

2016年
- ロードレース世界選手権Moto2クラス（カレックスMoto2／IDEMITSU Honda Team Asia）ランキング6位

2017年
- ロードレース世界選手権Moto2クラス（カレックスMoto2／IDEMITSU Honda Team Asia）ランキング7位

2018年
- ロードレース世界選手権MotoGPクラス（ホンダRC213V／LCR Honda IDEMITSU）ランキング20位

2019年
- ロードレース世界選手権MotoGPクラス（ホンダRC213V／LCR Honda IDEMITSU）ランキング13位

2020年
- ロードレース世界選手権MotoGPクラス（ホンダRC213V／LCR Honda IDEMITSU）ランキング10位

2021年
- ロードレース世界選手権MotoGPクラス（ホンダRC213V／LCR Honda IDEMITSU）ランキング15位

2022年
- ロードレース世界選手権MotoGPクラス（ホンダRC213V／LCR Honda IDEMITSU）ランキング18位

2023年
- ロードレース世界選手権MotoGPクラス（ホンダRC213V／LCR Honda IDEMITSU）ランキング18位

2024年
- ロードレース世界選手権MotoGPクラス（ホンダRC213V／LCR Honda IDEMITSU）ランキング19位

### 鈴鹿8時間耐久ロードレース
| 開催年 | バイク             | チーム                       | パートナー                        | 総合順位 |
| ------ | ------------------ | ---------------------------- | --------------------------------- | -------- |
| 2010年 | ホンダ・CBR1000RR  | MuSASHi RT HARC-PRO.         | 清成龍一/高橋巧                   | 1位      |
| 2017年 | ホンダ・CBR1000RR  | MuSASHi RT HARC-PRO.         | ジャック・ミラー/高橋巧           | 4位      |
| 2018年 | ホンダ・CBR1000RRW | Red Bull Honda with 日本郵便 | パトリック・ジェイコブセン/高橋巧 | 2位      |

### ロードレース世界選手権
- 凡例
- ボールド体のレースはポールポジション、斜体のレースはファステストラップを記録。

| シーズン | クラス | バイク     | チーム                           | 1        | 2        | 3         | 4        | 5        | 6        | 7         | 8        | 9        | 10        | 11         | 12       | 13       | 14       | 15       | 16        | 17       | 18       | 19        | 20       | 21  | 22  | 順位 | ポイント |
| -------- | ------ | ---------- | -------------------------------- | -------- | -------- | --------- | -------- | -------- | -------- | --------- | -------- | -------- | --------- | ---------- | -------- | -------- | -------- | -------- | --------- | -------- | -------- | --------- | -------- | --- | --- | ---- | -------- |
| 2007年   | 125cc  | ホンダ     | レッドブル MotoGP アカデミー     | QAT      | SPA      | TUR       | CHN      | FRA      | ITA      | CAT       | GBR      | NED      | GER       | CZE        | SMR      | POR      | JPN      | AUS      | MAL       | VAL Ret  |          |           |          |     |     | -    | 0        |
| 2008年   | 125cc  | アプリリア | I.C. チーム                      | QAT 19   | SPA 15   | POR 19    | CHN Ret  | FRA 16   | ITA 16   | CAT 22    | GBR 8    | NED Ret  | GER 18    | CZE Ret    | SMR 19   | IND Ret  | JPN 13   | AUS Ret  | MAL Ret   | VAL 16   |          |           |          |     |     | 24位 | 12       |
| 2009年   | 125cc  | アプリリア | オンガッタ チーム I.S.P.A.       | QAT 20   | JPN 20   | SPA 16    | FRA 5    | ITA 15   | CAT 15   | NED 17    | GER Ret  | GBR 5    | CZE 19    | IND 9      | RSM 20   | POR 11   | AUS 18   | MAL 11   | VAL 14    |          |          |           |          |     |     | 16位 | 43       |
| 2012年   | Moto2  | カレックス | イタルトランス レーシング チーム | QAT 14   | ESP 5    | POR 18    | FRA Ret  | CAT 6    | GBR 19   | NED 12    | GER 19   | ITA 7    | IND 16    | CZE 17     | RSM 11   | ARA 29   | JPN 7    | MAL Ret  | AUS 9     | VAL Ret  |          |           |          |     |     | 15位 | 57       |
| 2013年   | Moto2  | カレックス | イタルトランス レーシング チーム | QAT 3    | AME Ret  | ESP 4     | FRA Ret  | ITA Ret  | CAT 5    | NED DNS   | GER 10   | IND 2    | CZE 2     | GBR 2      | RSM 2    | ARA 11   | MAL 8    | AUS 22   | JPN 9     | VAL 13   |          |           |          |     |     | 8位  | 149      |
| 2014年   | Moto2  | カレックス | イデミツ ホンダ チーム アジア    | QAT DSQ  | AME 11   | ARG 15    | SPA Ret  | FRA 16   | ITA 16   | CAT 13    | NED 14   | GER 21   | IND 11    | CZE 19     | GBR 15   | RSM 10   | ARA 15   | JPN 13   | AUS 11    | MAL Ret  | VAL 14   |           |          |     |     | 22位 | 34       |
| 2015年   | Moto2  | カレックス | イデミツ ホンダ チーム アジア    | QAT 14   | AME 10   | ARG 20    | SPA 17   | FRA 7    | ITA 13   | CAT 20    | NED 13   | GER 7    | IND 9     | CZE 12     | GBR 14   | RSM 3    | ARA 8    | JPN 22   | AUS 4     | MAL 4    | VAL 11   |           |          |     |     | 8位  | 100      |
| 2016年   | Moto2  | カレックス | イデミツ ホンダ チーム アジア    | QAT 14   | ARG 9    | AME 15    | SPA 7    | FRA 5    | ITA 9    | CAT 3     | NED 1    | GER 11   | AUT 7     | CZE Ret    | GBR 3    | RSM 3    | ARA 5    | JPN 4    | AUS 5     | MAL 21   | VAL 6    |           |          |     |     | 6位  | 169      |
| 2017年   | Moto2  | カレックス | イデミツ ホンダ チーム アジア    | QAT 3    | ARG Ret  | AME 3     | SPA 21   | FRA 7    | ITA Ret  | CAT 10    | NED 3    | GER 10   | CZE 24    | AUT 6      | GBR 1    | RSM 10   | ARA 8    | JPN 6    | AUS Ret   | MAL Ret  | VAL 7    |           |          |     |     | 7位  | 137      |
| 2018年   | MotoGP | ホンダ     | LCR ホンダ イデミツ              | QAT 17   | ARG 13   | AME 14    | SPA 12   | FRA 15   | ITA 18   | CAT Ret   | NED 19   | GER Ret  | CZE 17    | AUT 15     | GBR C    | RSM 13   | ARA 12   | THA 22   | JPN 15    | AUS 14   | MAL 14   | VAL 6     |          |     |     | 20位 | 33       |
| 2019年   | MotoGP | ホンダ     | LCR ホンダ イデミツ              | QAT 9    | ARG 7    | AME 10    | SPA 9    | FRA Ret  | ITA 5    | CAT 8     | NED Ret  | GER 14   | CZE 9     | AUT 11     | GBR 17   | RSM 18   | ARA 10   | THA 10   | JPN 16    | AUS      | MAL      | VAL       |          |     |     | 13位 | 74       |
| 2020年   | MotoGP | ホンダ     | LCR ホンダ イデミツ              | QAT C    | SPA 10   | ANC 4     | CZE 8    | AUT 6    | STY 7    | RSM 9     | EMI 6    | CAT 7    | FRA 7     | ARA 5      | TER Ret  | EUR 4    | VAL Ret  | POR 5    |           |          |          |           |          |     |     | 10位 | 116      |
| 2021年   | MotoGP | ホンダ     | LCR ホンダ イデミツ              | QAT Ret  | DOH 17   | POR 10    | SPA 4    | FRA 7    | ITA Ret  | CAT 13    | GER 13   | NED 9    | STY 5     | AUT 13     | GBR 13   | ARA 10   | RSM 10   | AME 17   | EMI 15    | ALG 11   | VAL Ret  |           |          |     |     | 15位 | 76       |
| 2022年   | MotoGP | ホンダ     | LCR ホンダ イデミツ              | QAT 10   | IDN 19   | ARG 12    | AME 14   | POR 16   | SPA 7    | FRA 7     | ITA 8    | CAT Ret  | GER Ret   | NED 12     | GBR 13   | AUT Ret  | RSM 15   | ARA Ret  | JPN 20    | THA DNS  | AUS      | MAL       | VAL 14   |     |     | 18位 | 46       |
| 2023年   | MotoGP | ホンダ     | LCR ホンダ イデミツ              | POR 1215 | ARG 1311 | AME Ret13 | SPA 9Ret | FRA 910  | ITA 1317 | GER 1417  | NED 812  | GBR 1620 | AUT 18Ret | CAT 1520   | RSM 1921 | IND 1113 | JPN 1117 | INE 11   | AUS 19    | THA 1419 | MAL 1819 | QAT 1918  | VAL 1216 |     |     | 18位 | 56       |
| 2024年   | MotoGP | ホンダ     | LCR ホンダ イデミツ              | QAT 19   | POR 1417 | AME Ret   | SPA 1410 | FRA 1416 | CAT 1413 | ITA Ret16 | NED 1618 | GER 1418 | GBR 1517  | AUT 1416   | ARA 1114 | RSM 1320 | EMI 1719 | INE 1117 | JPN 13Ret | AUS 1814 | THA 1318 | MAL Ret17 | SLD 17   |     |     | 19位 | 31       |
| 2025年   | MotoGP | ホンダ     | ホンダ HRC テストチーム          | THA      | ARG      | AME       | QAT      | SPA      | FRA 616  | GBR       | ARA      |          | NED       |            | CZE      | AUT      | HUN      | CAT      | RSM       | JPN      | INE      | AUS       | MAL      | POR | VAL | 20位 | 10       |
| 2025年   | MotoGP | ホンダ     | ホンダ HRC カストロール          |          |          |           |          |          |          |           |          | ITA 1615 |           |            |          |          |          |          |           |          |          |           |          |     |     | 20位 | 10       |
| 2025年   | MotoGP | ホンダ     | イデミツ ホンダ LCR              |          |          |           |          |          |          |           |          |          |           | GER DNSRet |          |          |          |          |           |          |          |           |          |     |     | 20位 | 10       |